# U-1062
U-1062 – niemiecki okręt podwodny (U-Boot) typu VII F z okresu II wojny światowej. Okręt wszedł do służby w 1943 roku. Jedynym dowódcą był Oblt. Karl Albrecht.

## Historia
Okręt odbywał szkolenie w 5. Flotylli U-Bootów, od stycznia 1944 służył w 12. Flotylli jako jednostka bojowa.
18 grudnia 1943 roku w eskorcie niszczyciela wypłynął w swój pierwszy rejs do Bergen (Norwegia). W jego trakcie został zaatakowany przez 8 lub 9 samolotów Bristol Beaufighter, zestrzelono jeden z nich i zdołano odeprzeć nalot.
3 stycznia 1944 roku wyruszył na Daleki Wschód z misją dostarczenia torped dla stacjonujących tam U-Bootów. 22 marca spotkał się na morzu z U-188, 10 kwietnia zatankował paliwo z U-532, z którym 19 kwietnia 1944 roku dopłynął do portu na wyspie Penang.
W drogę powrotną okręt wyruszył z ładunkiem strategicznie ważnych surowców, m.in. kauczuku. 19 czerwca 1944 roku podczas przejścia przez cieśninę Malakka został zaatakowany – bezskutecznie – przez brytyjski okręt podwodny HMS „Storm”. Pod koniec miesiąca awaria zmusiła U-1062 do przerwania rejsu. 15 lipca ponowił on próbę dotarcia do Europy; następnego dnia był atakowany, znów bezowocnie, przez okręt podwodny HMS „Templar”. Z powodu niedoboru paliwa dowództwo drogą radiową zaaranżowało spotkanie z U-219, jednak informacja ta została przechwycona przez Aliantów. Skierowano w rejon spotkania dwie grupy okrętów z lotniskowcami eskortowymi USS „Mission Bay” i USS „Tripoli”. 30 września 1944 roku samoloty odnalazły U-1062 na południowy zachód od Wysp Zielonego Przylądka, okręt został ostatecznie zatopiony  za pomocą bomb głębinowych przez niszczyciel eskortowy USS „Fessenden”. Zginęła cała – 55-osobowa załoga U-Boota.